# Unterkirnach
Unterkirnach es un municipio alemán en el distrito de Selva Negra-Baar, Baden-Wurtemberg. Está ubicado en la Selva Negra Meridional.